# Rozdělovací chromatografie
Rozdělovací chromatografie je jedna z chromatografických metod. O její rozvoj se postarali Archer Martin a Richard Laurence Millington Synge v průběhu 40. let 20. století.
Rozdělování směsí chemických sloučenin jejich průchodem v mobilní fázi sloupcem obsahujícím pevnou stacionární fázi (sloupcová chromatografie) bylo v této době již známo.
Chromatografie byla považována za adsorpční proces, ve kterém sloučeniny interagují s pevnou látkou a jsou hnány pomocí vhodného rozpouštědla, směsi rozpouštědel nebo gradientu rozpouštědla. Martin a Synge však vyvinuli postup, kdy jsou sloučeniny rozdělovány mezi dvěma kapalnými fázemi. Jednalo se o významný teoretický i praktický pokrok oproti adsorpční chromatografii.
Při separaci mezi dvěma kapalinami sloučenina interaguje s dvojicí navzájem nemísitelných kapalných fází za vzniku rovnováhy.
Martin a Synge se pokoušeli vyvinout metodu zajišťující postupnou extrakci z kapaliny do kapaliny v sériově propojených skleněných nádobách, které měly fungovat jako separační nádoby. Následující článek zmiňuje jejich studie popisující složitý přístroj, kterým lze provést rozdělení aminokyselin mezi vodou a chloroformem. Proces byl pojmenován „protiproudová extrakce z kapaliny do kapaliny“.
Martin a Synge popsali teorii této metody jako navázání na frakční destilaci popsanou Randallem a Longtinem.
Tento postup byl považován za příliš složitý, a tak byla vyvinuta metoda absorpce vody silikagelem jako stacionární fází za použití rozpouštědla, například chloroformu, jako mobilní fáze.
Výše odkazovaný článek popisuje teorii s ohledem na rozdělovací koeficient sloučeniny i praktické využití metody k oddělení aminokyselin pomocí sloupce obsahujícího navlhčený silikagel s využitím směsi vody a chloroformu s n-butanolem jako mobilní fází.

## Vliv na separační metody
Výše uvedená Martinova a Syngeova práce ovlivnila vývoj sloupcové chromatografie a vedla k vývoji nových chromatografických metod, jako jsou například protiproudová distribuce, papírová chromatografie a plynová chromatografie. Pozměnění silikagelové stacionární fáze vedlo k dalším způsobům pozměňování stacionárních fází za účelem upravení parametrů separace. Nejčastější obměnou je navázání alkylových funkčních skupin na silikagel využívané při chromatografii na obrácených fázích.
Původní problém, na který Martin a Synge narazili při stavbě přístroje se dvěma volně tekoucími kapalnými fázemi, vyřešil v roce 1944 Lyman C. Craig; komerčně dostupné přístroje na protiproudovou distribuci pak byly použity k řadě významných objevů.
Papírová chromatografie se stala významnou analytickou metodou, z níž byla vyvinuta chromatografie na tenké vrstvě.
V roce 1952 byla poté popsána plynová chromatografie, jedna ze základních metod v moderní analytické chemii.